# ルーク・ベンワード
ルーク・ベンワード（Luke Benward,  1995年5月12日 - ）は、アメリカ合衆国の俳優・元子役である。

## 来歴
1995年、テネシー州フランクリンに生まれる。父親のアーロン・ベンワードは、シンガーソングライター兼俳優でもあり、カントリー・ミュージックのデュオ『Blue County』のメンバーとしても知られている。2002年にベトナム戦争を描いたメル・ギブソン主演の戦争映画『ワンス・アンド・フォーエバー』で子役としてプロデビュー。2006年に出演したコメディ映画『ミミズ・フライの食べ方』では、他のキャストらと共にヤング・アーティスト・アワードのアンサンブル部門を受賞した。その後もテレビ映画『タイムマシン大作戦』や『わんぱくバディーズ ダイヤ泥棒をやっつけろ!』などの子供向け映画へ出演し、キャリアを積む。近年では『彼女はモンスター・ファイター』や『クラウド9』などの映画の出演で知られている。

## 出演作品

### 映画
- ワンス・アンド・フォーエバー We Were Soldiers (2002)
- きいてほしいの、あたしのこと -ウィン・ディキシーのいた夏 Because of Winn-Dixie (2005)
- ミミズ・フライの食べ方 How to Eat Fried Worms (2006) - 主演:ビリー 役
- タイムマシン大作戦 Minutemen (2008)
- わんぱくバディーズ ダイヤ泥棒をやっつけろ! Dog Gone (2008) - 主演:オーウェン 役
- 親愛なるきみへ Dear John (2010)
- Madison High (2012)
- 彼女はモンスター・ファイター Girl Vs. Monster (2012) - ライアン 役
- クラウド9 Cloud 9 (2014) - ウィル 役
- Field of Lost Shoes (2014)
- Point of Honor (2015)

### テレビドラマ
- Family Affair (2002)
- ゾンビとチアリーダー Zombies and Cheerleaders (2011)
- See Dad Run (2012, 2013)
- グッドラックチャーリー Good Luck Charlie (2013)
- Ravenswood (2013 - 2014)
- The Goldbergs (2014)
- R.L. Stine's The Haunting Hour (2014)
- CSI:科学捜査班 CSI: Crime Scene Investigation (2015)